# Humber Bridge
Humber Bridge – most wiszący w północno-wschodniej Anglii, w pobliżu miasta Kingston upon Hull nad estuarium Humber, będącym ujściem rzek Ouse i Trent. Jest ósmym na świecie mostem pod względem długości pojedynczego przęsła. Przez most przejeżdża 120 000 pojazdów tygodniowo. W momencie oddania do użytku przecinał najszersze ujście rzeki bez możliwości przeprawy mostowej.

## Dane techniczne[2]
- Długość przęseł bocznych – 280 m i 530 m
- Zawieszenie nad powierzchnią wody – 30 m
- Wysokość pylonów – 155,5 m
- Waga elementów betonowych – 480 000 ton
- Waga elementów stalowych – 27 500 ton
- głębokość umocowania fundamentów zakotwiczenia – 21 m (N) i 35 m (S)
- głębokość umocowania fundamentów pylonów – 8 m (N) i 36 m (S)